# Herkunftsfamilie
Herkunftsfamilie bezeichnet aus biologischer Sicht: Vater, Mutter und Geschwister als Mitglieder der ersten Generation der Herkunftsfamilie im engeren Sinne. 

## Begriffserklärung
Herkunftsfamilie ist ein Begriff aus der Soziologie und Psychologie. Er ist sowohl biologisch zu verstehen (Abstammung), als auch historisch in die Vergangenheit gerichtet. Nicht zur Herkunftsfamilie in engerem Sinne gehören Angeheiratete oder adoptierte Kinder (nicht biologisch), auch dann nicht, wenn sie bei der eigenen Geburt schon in der Familie gelebt haben (obwohl historisch früher). In erweitertem Sinne und im Zeitalter der Patchworkfamilien werden angeheiratete und adoptierte Kinder manchmal ebenfalls zur Herkunftsfamilie gezählt.
In die Zukunft gerichtet ist die Zeugungsfamilie, die man selbst im Erwachsenenalter gründet und die eigene Kinder und eigene Partner beinhaltet.

## Herkunftsfamiliein der systemischen Psychotherapie
Aus systemisch-therapeutischer Sicht berücksichtigt der Begriff Herkunftsfamilie das ganze System von Beziehungen, Werten und Normen, Wünschen und Tabus, Erfahrungen von Glück und Leid, Rollen und Mustern, Veränderungen und Entwicklungen, Geburt und Tod.
Aus der Mehrgenerationenperspektive betrachtet werden auch die Großeltern, Tanten und Onkel einbezogen. Darüber hinaus gehören auch Urgroßeltern und weitere Vorfahren dazu, immer sowohl väterlicherseits als auch mütterlicherseits. Auch ungeborene oder verstorbene Kinder gehören dazu. Von Bedeutung sind alle wesentlichen Erfahrungen und Ereignisse wie: Flucht, Gefangenschaft, Folter, Missbrauch, Umzug, Unfall, Krankheit, Heirat, Trennung, Scheidung. Sie spielen im Zusammenhang mit Schuldgefühlen und Trauma oft eine zentrale Rolle beim Verstehen der Familiendynamik und in der Therapie.